# سان پولو دی پیاوه
سان پولو دی پیاوه (به ایتالیایی: San Polo di Piave) یک کومونه در ایتالیا است که در استان ترویزو واقع شده‌است. سان پولو دی پیاوه ۲۰٫۹ کیلومتر مربع مساحت و ۴٬۸۴۵ نفر جمعیت دارد.